# Jelec jesen
Jelec jesen (Leuciscus idus) je druh kaprovitých ryb vyskytující se v Česku. V minulosti zde jeho početnost klesala v důsledku vysokého industriálního znečištění vod. V současnosti se začíná opět rozšiřovat do dřívějších lokalit.

## Popis
Dospělí jedinci mají průměrnou velikost těla okolo 40–50 cm. Maximální velikost byla okolo 60 cm. Hmotnost se pohybuje kolem 2 kg. Barva těla je světlá a může mít nazlátlou barvu, která přechází až na hlavu a skřele. Hřbet je u dospělců tmavý a může být namodralý nebo našedivělý. Břicho je světlé nebo stříbrné. Břišní ploutve jsou postaveny v abdominální krajině. Tvar ploutví je lehce zašpičatělý. Hřbetní a řitní ploutev jsou prohnuté směrem dovnitř. Řitní ploutev je vykrojená. Jelec jesen má prsní, břišní a řitní ploutev načervenalou. Hřbetní a ocasová ploutev je tmavá. Tělo je pokryto malými šupinami.
Byly zaznamenány variace zbarvení jesena. Divoká forma má na hřbetní a zadní straně šedavě olivovou barvu, na bocích stříbrnou, břicho je pokryto stříbrnou až bílou barvou a řitní, prsní a břišní ploutve jsou načervenalé. Okrasní jedinci mají oranžový až zlatavý hřbet, stříbřitě oranžové boky, břicho a jasně oranžový ocas a hřbetní ploutev.
Jelec jesen má výrazně zašpičatělou hlavu, drobné oči a velká ústa s požerákovými zuby.

## Determinační znaky
Jesen je dobře rozpoznatelný svými oranžovými zabarvenými ploutvemi, ale je možné zaměnit ho s jelcem tlouštěm (Squalius cephalus). Jesen má protáhlejší a spíše plošší tělo a drobnější šupiny, než je tomu u tlouště. Jesen má tmavší hřbetní ploutev než tloušť.

## Výskyt
Jelec jesen byl dovezen do Spojeného království v roce 1874 jako zlatá okrasná ryba, která se chovala v jezerech. Poté byl představen do Nizozemska a Německa. Ze Spojeného království byl během let 1980 introdukován do Ameriky a Nového Zélandu. V průběhu těchto let byl na mnoha místech objeven ve volné přírodě. Pravděpodobně bude více rozšířený, než se uvádí. Jesen je nativní pouze v Asii. Do Severní Ameriky, na Nový Zéland a v Evropě do Německa, Norska, Švýcarska a Velké Británie byl introdukovaný. V České republice se vyskytuje v tekoucích vodách na většině území, a to od cejnového pásma až po pstruhové. Z našich tří druhů jelců je nejméně známý a rozšířený. Dává přednost spíše větším nížinným řekám s pomalejším prouděním, ale zároveň není příliš odolný vůči znečištění. V 60.–80. letech dvacátého století z našich vod téměř vymizel a jeho populace se na většině míst dosud neobnovily. Nejvyšší stavy jesenů jsou dnes na jižní Moravě, zejména na Dyji a dolních úsecích Jihlavy a Svratky. V Čechách se vyskytuje místy v Polabí a na dolním toku Ohře.

## Ekologie
Častým habitatem jsou střední a velké řeky, které se nacházejí v nížinách a řeky bohaté na živiny. Preferují hluboké, chladné a čisté vody. Jesen je schopný tolerovat vyšší úroveň slanosti než jiné ryby a jsou schopni žít i v brakických vodách. Dospělí jedinci žijí samotářky, zatímco juvenilní ryby dávají přednost hejnům.

## Potrava
Potrava se skládá ze živočišné a rostlinné složky. Jeseni se živí různými suchozemskými a vodními organismy jako je planktonem a loví u dna. Dospělí jedinci preferují převážně lov ryb a larvy a juvenilní jedinci spíše rostlinou potravu.

## Rozmnožování
K prvnímu tření dochází okolo 5 až 6 let. K reprodukci dochází v březnu až dubnu a dochází k migraci za ideální teplotou, protože je tření závislé na teplotě okolní vody. Ideální teplota je okolo 10 °C. U samic dochází ke tření pouze jednou za sezónu. K reprodukci dochází tak, že dospělá samice přilepí jikry na kamenité dno nebo na rostlinný materiál, poté dochází k oplodnění jiker samci. Během reprodukčního období mají samci na hlavě, po těle a na prsních ploutvích třecí vyrážku.

## Význam
Okrasný druh je často viděn v zahradních jezírkách. Pro sportovní rybáře je tento úlovek spíše neobvyklý. V České republice je tento druh chován v zajetí. Jesen byl také experimentálně chován s kaprem obecným (Cyprinus carpio Linnaeus, 1758). Kapr obecný po sdílení nádrží, byl více odvážný a méně stresován a začal využívat mělké části rybníka. Společné chování těchto dvou druhů ryb, by mohlo napomoct vyšším komerčním výdělkům, díky nižší stresové zátěží kaprů a využití celé oblasti rybníků. V chovu okrasných kaprů by spojené nádrže mohly vést k vyšší viditelnosti. Jeseni jsou také využívání jako biondikátoři znečištěných vod pro hodnocení povrchových vod.

## Ochrana/ rizikovost
Žádná známá rizika, která by mohla tento druh přivodit jiným organismům nebyla zaznamenána. Množství jedinců ve volné přírodě není známo, ale tento druh není nijak ohrožený. V některých evropských zemí například v České republice není nijak významně ohrožen. V Polsku byl zaznamenán klesající fenomén kvůli zhoršujícím se podmínkám v důsledku znečištění vod.

## Legislativní opatření
V rámci vyhlášky 395/1992 Sb. je jelec jesen veden jako chráněný druh, který by se po ulovení měl vypustit zpět do vody. Neplatí v revírech s výjimkou.